# Síntesi de xarxa

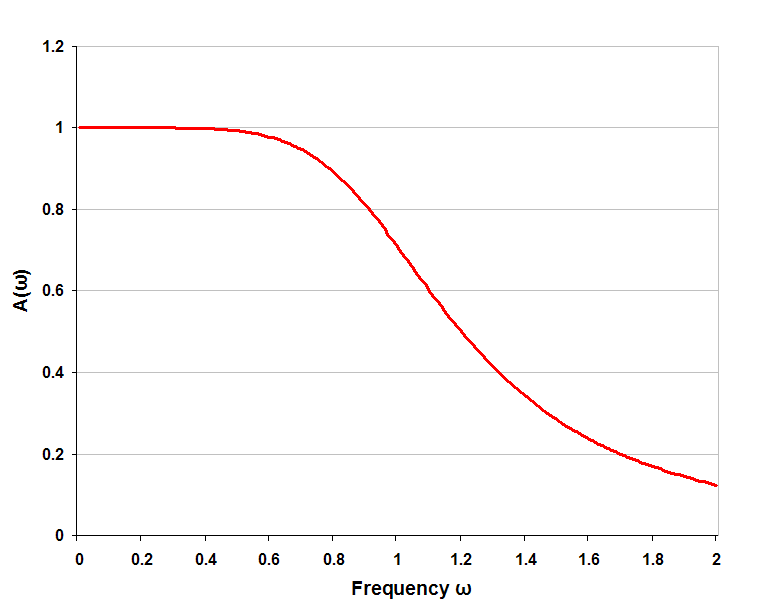
Resposta de la secció T del filtre d'imatge calculada per síntesi de xarxa.

La síntesi de xarxa és una tècnica de disseny de circuits elèctrics lineals. La síntesi parteix d'una funció d'impedància prescrita de freqüència o resposta de freqüència i després determina les possibles xarxes que produiran la resposta requerida. La tècnica s'ha de comparar amb l'anàlisi de xarxa en què es calcula la resposta (o un altre comportament) d'un circuit determinat. Abans de la síntesi de la xarxa, només estava disponible l'anàlisi de la xarxa, però això requereix que un ja sàpiga quina forma de circuit s'ha d'analitzar. No hi ha cap garantia que el circuit escollit sigui el més semblant possible a la resposta desitjada, ni que el circuit sigui el més senzill possible. La síntesi de la xarxa aborda directament aquests dos problemes. Històricament, la síntesi de xarxes s'ha preocupat de sintetitzar xarxes passives, però no es limita a aquests circuits.
El camp va ser fundat per Wilhelm Cauer després de llegir l'article de 1924 de Ronald M. Foster Teorema de la reactància. El teorema de Foster va proporcionar un mètode per sintetitzar circuits LC amb un nombre arbitrari d'elements mitjançant una expansió de fracció parcial de la funció d'impedància. Cauer va estendre el mètode de Foster als circuits RC i RL, va trobar nous mètodes de síntesi i mètodes que podrien sintetitzar un circuit RLC general. Altres avenços importants abans de la Segona Guerra Mundial es deuen a Otto Brune i Sidney Darlington. A la dècada de 1940 Raoul Bott i Richard Duffin van publicar una tècnica de síntesi que no requeria transformadors en el cas general (l'eliminació de la qual havia estat preocupant els investigadors des de feia temps). A la dècada de 1950 es va fer un gran esforç en la qüestió de minimitzar el nombre d'elements necessaris en una síntesi, però amb un èxit limitat. Poc es va fer en el camp fins als anys 2000, quan el tema de la minimització es va tornar a convertir en una àrea activa de recerca, però a partir del 2023, encara és un problema sense resoldre.

## Visió general
La síntesi de xarxa consisteix a dissenyar una xarxa elèctrica que es comporti d'una manera prescrita sense cap preconcepció de la forma de la xarxa. Normalment, cal sintetitzar una impedància mitjançant components passius. És a dir, una xarxa formada per resistències (R), inductàncies (L) i capacitats (C). Aquestes xarxes sempre tenen una impedància, denotada {\displaystyle Z(s)}, en forma de funció racional de la variable de freqüència complexa s. És a dir, la impedància és la relació de dos polinomis en s.

## Tècniques de síntesi
a síntesi comença escollint una tècnica d'aproximació que ofereix una funció racional aproximant la funció requerida de la xarxa. Si la funció s'ha d'implementar amb components passius, la funció també ha de complir les condicions d'una funció positiu-real (PRF). La tècnica de síntesi utilitzada depèn en part de quina forma de xarxa es desitja, i en part de quants tipus d'elements es necessiten a la xarxa. Una xarxa d'un sol element és un cas trivial, que es redueix a una impedància d'un sol element. Una xarxa de tipus de dos elements (LC, RC o RL) es pot sintetitzar amb la síntesi de Foster o Cauer. Una xarxa de tres elements (una xarxa RLC) requereix un tractament més avançat com la síntesi de Brune o Bott-Duffin.
Quins i quants tipus d'elements es necessiten es poden determinar examinant els pols i zeros (anomenats col·lectivament freqüències crítiques) de la funció. Els requisits sobre les freqüències crítiques es donen per a cada tipus de xarxa a les seccions corresponents a continuació.

### Síntesi de Foster

Un filtre passa baix realitzat utilitzant la topologia Cauer. Depenent dels valors dels components, el filtre pot ser un filtre Butterworth, un filtre Chebyshev o una altra cosa.

La síntesi de Foster, en la seva forma original, només es pot aplicar a les xarxes LC. Un PRF representa una xarxa LC de dos elements si les freqüències crítiques de {\displaystyle Z(s)} tots existeixen al {\displaystyle i\omega } eix del pla complex de {\displaystyle s=\sigma +i\omega } (el pla s) i alternarà entre pols i zeros. Hi ha d'haver una única freqüència crítica a l'origen i a l'infinit, tota la resta ha d'estar en parells conjugats. {\displaystyle Z(s)} ha de ser la relació d'un polinomi parell i senar i els seus graus han de diferir exactament en un. Aquests requisits són una conseqüència del teorema de la reactància de Foster.
La primera forma de Foster (forma Foster I) síntesi {\displaystyle Z(s)} com un conjunt de circuits LC paral·lels en sèrie.
Síntesis de formes Foster II {\displaystyle Z(s)} com un conjunt de circuits LC en sèrie en paral·lel. S'utilitza el mateix mètode d'expansió en fraccions parcials que per a la forma Foster I, però aplicat a l'admitància, {\displaystyle Y(s)}, en lloc de {\displaystyle Z(s)} .

### Síntesi de Cauer
La síntesi de Cauer és una síntesi alternativa a la síntesi de Foster i les condicions que ha de complir un PRF són exactament les mateixes que la síntesi de Foster. Igual que la síntesi de Foster, hi ha dues formes de síntesi de Cauer, i ambdues es poden estendre a xarxes RC i RL.
La forma Cauer I s'expandeix {\displaystyle Z(s)} en una fracció continuada.
La forma Cauer II s'expandeix {\displaystyle Z(s)} exactament de la mateixa manera que la forma Cauer I, excepte que el terme de grau més baix s'extreu primer en l'expansió continuada de la fracció en lloc del terme de grau més alt com es fa a la forma de Cauer I.

### Síntesi de Brune
La síntesi de Brune pot sintetitzar qualsevol PRF arbitrari, de manera que en general donarà lloc a un tipus de 3 elements (és a dir xarxa RLC). Els pols i els zeros poden estar a qualsevol part de la meitat esquerra del pla complex. El mètode Brune comença amb alguns passos preliminars per eliminar les freqüències crítiques en l'eix imaginari com en el mètode Foster. Aquests passos preliminars de vegades s'anomenen preàmbul de Foster. Aleshores hi ha un cicle de passos per produir una cascada de seccions Brune.